# Anthicoxenus
Anthicoxenus is een geslacht van kevers uit de familie oliekevers (Meloidae).
Het geslacht is voor het eerst wetenschappelijk beschreven in 1860 door Fairmaire & Germain.

## Soorten
Het geslacht omvat de volgende soorten:
- Anthicoxenus nigroplagiatus Fairmaire & Germain, 1860
- Anthicoxenus ovallii Philippi, 1873
- Anthicoxenus paulseni Fairmaire, 1875